# اهل تفنوت
اهل تفنوت (به فرانسوی: Ahl Tifnoute) یک منطقهٔ مسکونی در مراکش است که در سوس ماسه درعه واقع شده‌است.

## خصوصیات
اهل تفنوت ۶٬۳۳۹ نفر جمعیت دارد.